# Hyppolite Janvier
Hyppolite Janvier nació en Francia el 22 de marzo de 1892, donde también realizó sus primeros estudios, luego emigró a España y Bélgica para llegar a Chile a mediados de 1914. Fue miembro de la Orden de las Escuelas Cristianas, por lo que adoptó el nombre de Claude Joseph. Fue profesor de Ciencias en Colegio de La Salle, Santiago. Dedicó gran parte de su vida al estudio de la historia natural, realizando un herbario de 40.000 especies de Plantas y reunir una colección de Artrópodos, principalmente de Insectos.
A partir del año 1925 el Gobierno Francés lo subvenciona para que estudie la Flora y Fauna, publicado múltiples varios trabajos.

## Obra
- Observaciones entomológicas. Instinto i costumbres del Celifrón, Sceliphron vindex Lepeletier. Anales de la Universidad de Chile. 1923
- Anales de la Universidad de Chile. Los odineros de Chile. 1924
- Revista Chilena de Historia Natural. "le Sommeil et l' orientation chez les Monedula". 1925
- Anales de la Universidad de Chile. Los Esfexos de Chile (Hymenoptera). 1926
- Revista Universitaria. "El tortrix del Maqui". 1926
- Revista Universitaria. "El Chiasognathus grantii". 1928
- Revista Universitaria. "Biología del Palote". 1928
- Revista Chilena de Historia Natural. "Observaciones sobre Phenes raptor Rambur". 1929
- Revista Chilena de Historia Natural. "El Elachista rubella Blanchard". 1929
- Revista Universitaria. "Un parásito de la Acaena, el Antholcus varinervis". 1929
- Revista Chilena de Historia Natural. "El Pinotus torulosus Eschsch." 1930
- Revista Universitaria. "Insectos Chilenos Para Nueva Zelandia". 1930
- Revista Chilena de Historia Natural. "Los Carabus de Temuco". 1932

- Datos: Q5905849